# Italo Mereu
Pour les articles homonymes, voir Mereu.
Italo Mereu (né le 22 février 1921 à Lanusei, dans la province de Nuoro en Sardaigne et mort le 17 janvier 2009  à Florence, en Toscane) est un juriste et un universitaire italien.

## Biographie
Italo Mereu enseigne longtemps l'histoire du droit italien à l'université de Ferrare, à l'université Carlo-Cattaneo de Castellanza et à la Libera Università Internazionale degli Studi Sociali Guido Carli de Rome.
Il écrit des articles faisant part de ses réflexions et pensées sur l'actualité et les grandes questions de société dans les grands quotidiens nationaux, en particulier le Corriere della Sera, La Stampa, La Repubblica et Il Sole 24 Ore, utilisant pour cela le pseudonyme de Merit.

### Activité scientifique et engagement citoyen
Universitaire de formation libérale, Italo Mereu fait preuve d'un très fort engagement citoyen, s'affirmant comme un farouche adversaire de la méthode inquisitoriale et de tous les aspects du droit et de la procédure pénale qui ne respectaient pas la dignité de la personne humaine.
Ses interventions, notamment à travers ses tribunes dans la presse quotidienne, contribuent, même dans les années troubles de l'histoire contemporaine de l'Italie, à réaffirmer la nécessité de minimiser l'utilisation d'une législation d'exception pour réprimer des phénomènes tels que le terrorisme ou le crime organisé, en proclamant clairement la place centrale de la Constitution.
Ses pensées sont une référence indispensable pour tous ceux qui veulent retracer les étapes historiques qui ont conduit à la modernisation de la procédure pénale et critiquer, à travers les évolutions ultérieures, les imperfections actuelles.
La réflexion lucide d'Italo Mereu s'est souvent portée sur des questions complexes. Célèbre est son analyse sur la peine de mort, dont il s'est déclaré un farouche adversaire, argumentant avec pertinence contre les thèses des partisans de cette sanction suprême dans l'un de ses plus célèbres textes, qui eut un écho même au-delà du cercle des étudiants des disciplines juridiques (La morte come pena).
Ce texte présente pour tous ceux qui veulent approfondir le thème de la peine de mort un grand nombre de documents historiques sur lesquels articuler leur propre réflexion au-delà de la dimension superficielle de la simple déclaration instinctive pour ou contre avec laquelle le thème est régulièrement traité dans les médias de communication de masse.
Dans Storia dell'intolleranza in Europa, l'auteur aborde les moments particulièrement délicats de l'histoire de l'Europe, de celle de l'Église en particulier, en appliquant toujours une méthode de recherche rigoureuse.
Italo Mereu dénonce le traitement subi par Enzo Tortora (en), célèbre journaliste de télévision, arrêté le 17 juin 1983, sous l'accusation d'association de malfaiteurs et de liens avec la camorra, sur demande du parquet de Naples.
Il s'est toujours battu pour la réforme de la procédure pénale.

## Œuvres
- Storia del diritto penale del '500, Naples 1961.
- Colpa=colpevolezza, Bologne 1967.
- Storia dell'intolleranza in Europa. Sospettare e punire, Bompiani editore, Milan, 1979.
- Giuseppe Compagnoni, primo costituzionalista d'Europa.
- La morte come pena, Donzelli editore, 1982.
- La pena di morte a Milano nel secolo di Beccaria. Neri Pozza editore, 1988
- La giusta ingiustizia - Saggio sulla violenza legale.

## Source de la traduction
- (it) Cet article est partiellement ou en totalité issu de l’article de Wikipédia en italien intitulé « Italo Mereu » (voir la liste des auteurs).